# Херрикс (Нью-Йорк)
Херрикс (англ. Herricks) ― деревня в округе Нассо, Лонг-Айленд, Нью-Йорк, США. По данным переписи 2010 года, численность населения составляла 4295 человек.
Это неинкорпорированный район, расположенный в южной части города Норт-Хемпстед.

## История
Школа в Херриксе была основана в 1813 году, что делает ее одной из старейших в округе Нассо. Она была названа в честь пути Херрикса, который существовал еще в 1659 году. К 1898 году школа Херрикса была одной из последних школ округа Нассо с одной комнатой.

## География
По данным Бюро переписи населения США, CDP имеет общую площадь 0,6 квадратных миль (1,6 км2), вся земля.
Он граничит с Серингтаун-роуд/Шелтер-Рок-роуд на севере, Хиллсайд-авеню на юге (напротив парка Гарден-Сити), Херрик-роуд на востоке и Маркус-авеню на западе.
Доставка почты осуществляется почтовым отделением Нью-Гайд парка с использованием почтового индекса 11040.